# National Board of Review Awards 1998
70th National Board of Review Awards

8 de dezembro de 1998 
Melhor Filme: 

 Deuses e Monstros 
O 70º National Board of Review Awards, que homenageia os melhores filmes de 1998, foi anunciado em 8 de fevereiro de 1999.

## Top 10: Melhores Filmes
1. Deuses e Monstros
2. O Resgate do Soldado
3. Elizabeth
4. Felicidade
5. Shakespeare Apaixonado
6. Nó na Garganta
7. Lolita
8. Além da Linha Vermelha
9. Um Plano Simples
10. A Dança das Paixões

## Melhores Filmes Estrangeiros
1. Central do Brasil
2. A Vida É Bela
3. O Ladrão
4. A Música e o Silêncio
5. Men with Guns

## Vencedores
- Melhor Filme: 
  - Deuses e Monstros

- Melhor Filme Estrangeiro:
  - Central do Brasil

- Melhor Ator:
  - Ian McKellen - Deuses e Monstros

- Melhor Atriz:
  - Fernanda Montenegro - Central do Brasil

- Melhor Ator Coadjuvante:
  - Ed Harris - O Show de Truman

- Melhor Atriz Coadjuvante:
  - Christina Ricci - O Oposto do Sexo

- Melhor Elenco:
  - Felicidade

- Melhor Revelação Masculina:  
  - Billy Crudup - Terra de Paixões

- Melhor Revelação Feminina:  
  - Angelina Jolie - Corações Apaixonados

- Melhor Diretor:
  - Shekhar Kapur - Elizabeth

- Melhor Roteiro:
  - Scott B. Smith - Um Plano Simples

- Melhor Documentário:
  - Um Retrato de Woody Allen

- Prêmio pela Carreira:
  - Michael Caine

- Prêmio Billy Wilder de Melhor Direção:
  - Martin Scorsese

- Prêmio pela Carreira - Produção cinematográfica:
  - Roberto Benigni - A Vida É Bela

- Prêmio William K. Everson:
  - John Willis

- Prêmio International Freedom:
  - Volker Schlöndorff

- Prêmio Liberdade de Expressão:
  - Bernardo Bertolucci

- Citação Especial:
  - Warren Beatty, Alan J. Pakula Memorial Award

- Reconhecimento especial - cinema:
  - Buffalo '66
  - Cidade das Sombras
  - Amor E Morte
  - Próxima Parada Wonderland
  - O Oposto do Sexo
  - Passion in the Desert
  - Pi
  - Sinais de Fumaça
  - A Fortuna de Ned
  - Seus Amigos, Seus Vizinhos